# Chishū Ryū
Chishū Ryū (笠 智衆 Ryū Chishū?, n. 13 mai 1904, Tamana, Prefectura Kumamoto, Japonia – d. 16 martie 1993, Yokohama, Japonia) a fost un actor japonez care, într-o carieră întinsă pe parcursul a 65 de ani, a apărut în peste 160 de filme și în aproximativ 70 de producții de televiziune. El este cunoscut mai ales pentru colaborarea cu cineastul Yasujirō Ozu.

## Tinerețea
Ryū s-a născut în satul Tamamizu din districtul Tamana, o zonă rurală a prefecturii Kumamoto de pe insula Kyushu, cea mai sudică și mai vestică dintre cele patru insule principale ale Japoniei. Tatăl său era preot șef al templului Raishōji (来 照 寺), un templu al Școlii Honganji a budismului Pământului Pur. Ryū a urmat școala elementară în satul natal și apoi școală medie prefecturală, apoi s-a înscris la Colegiul de Etică și Filozofie Indiană al Universității Tōyō pentru a studia budismul. Părinții săi au sperat că îi va succeda tatălui său ca preot al templului Raishōji, dar Ryū nu a dorit această carieră, iar în 1925 a renunțat la studierea budismului și s-a înscris la academia de actorie organizată în studiourile din Kamata ale companiei de producție de film Shōchiku. La scurt timp, tatăl său a murit și Ryū s-a întors acasă pentru a prelua postul de preot. Totuși, după o jumătate de an, el a cedat acest post fratelui său mai mare și s-a întors la Kamata.

## Carieră
Timp de aproximativ zece ani a primit doar roluri de figurație și roluri minore, adesea nemenționate pe generic. În această perioadă a apărut în paisprezece filme regizate de Yasujirō Ozu, începând cu comedia tinerească Dreams of Youth (1928). Primul său rol mai consistent a fost în filmul College is a Nice Place (1936) al lui Ozu, iar Ryū a devenit cunoscut ca actor în filmul The Only Son (1936) al lui Ozu, unde a jucat rolul unui profesor de școală de vârstă mijlocie care a eșuat în viață, în ciuda faptului că are vârsta de doar 32 de ani. Acesta a fost rolul care l-a propulsat în carieră, iar de atunci a început să obțină roluri importante în filmele altor regizori. A interpretat rolul principal în filmul Aogeba tōtoshi (仰げば尊し, 1937) al lui Torajirō Saitō. Primul său rol principal într-un film al lui Ozu a fost în filmul There Was a Father (父ありき, 1942), unde a interpretat rolul unei persoane în vârstă: tatăl lui Shūji Sano, care era interpretat de un actor cu doar șapte ani mai tânăr. Chishū Ryū a fost, fără îndoială, actorul preferat al lui Ozu: a apărut în 52 dintre cele 54 de filme ale lui Ozu. A interpretat un rol (nu întotdeauna rolul principal) în fiecare dintre filmele de după război ale lui Ozu, de la Record of a Tenement Gentleman (1947) până la An Autumn Afternoon (1962). Unul dintre cele mai celebre roluri ale sale a fost cel din Tokyo Story (1953).
Ryū a apărut în peste 100 de filme ale altor regizori. El a jucat în Twenty-four Eyes (1954) al lui Keisuke Kinoshita și l-a interpretat pe Kantarō Suzuki, premierul japonez din timpul războiului, în Japan's Longest Day (1967) al lui Kihachi Okamoto. Din 1969 până la moartea sa, în 1993, a interpretat un preot budist posac, dar binevoitor, în mai mult de patruzeci de filme din populara serie It’s Tough Being a Man (Otoko wa tsurai yo), avându-l cap de afiș pe Kiyoshi Atsumi în rolul îndrăgitului comis-voiajor Tora-san. Ryū a parodiat acest rol în comedia The Funeral (1984) a lui Jūzō Itami. Ultimul film al lui Ryū a fost It’s Tough Being a Man: Torajirō’s Youth (男はつらいよ　寅次郎の青春: Otoko wa tsurai yo: Torajirō no seishun, 1992). Între anii 1965 și 1989 a jucat în aproximativ 90 de producții de televiziune.
Chishū Ryū a apărut în peste 350 de filme din 1928 până în 1992, printre care în numeroase filme ale lui Yasujirō Ozu, al cărui actor favorit a fost. În 1988 a fost subiectul unui film documentar intitulat Actorul Chishū Ryū, eu și studiourile Shochiku din Ofuna, realizat de Kin'ichi Hanawa. Actorul rătăcește prin studiourile Shōchiku aflate în curs de demolare, amintindu-și unele din filmările la care a luat parte.

## Accent
Ryū și-a păstrat accentul însușit în timpul copilăriei sale în zona rurală a prefecturii Kumamoto pe tot parcursul vieții. Ar fi putut să renunțe la el la începutul carierei sale, dar a devenit o parte componentă a personajului interpretat în filme, evidențiind simplitatea și onestitatea sa. Atunci când editorialistul Natsuhiko Yamamoto a publicat un articol intenționat provocator, intitulat „Nu pot să-l sufăr pe Chishū Ryū”, în care batjocorea accentul lui Ryū, a avut loc o reacție furioasă a cititorilor, iar revista sa Shūkan Shinchō (週刊新潮) a fost inundată cu scrisori de protest.

## Filmografie selectivă

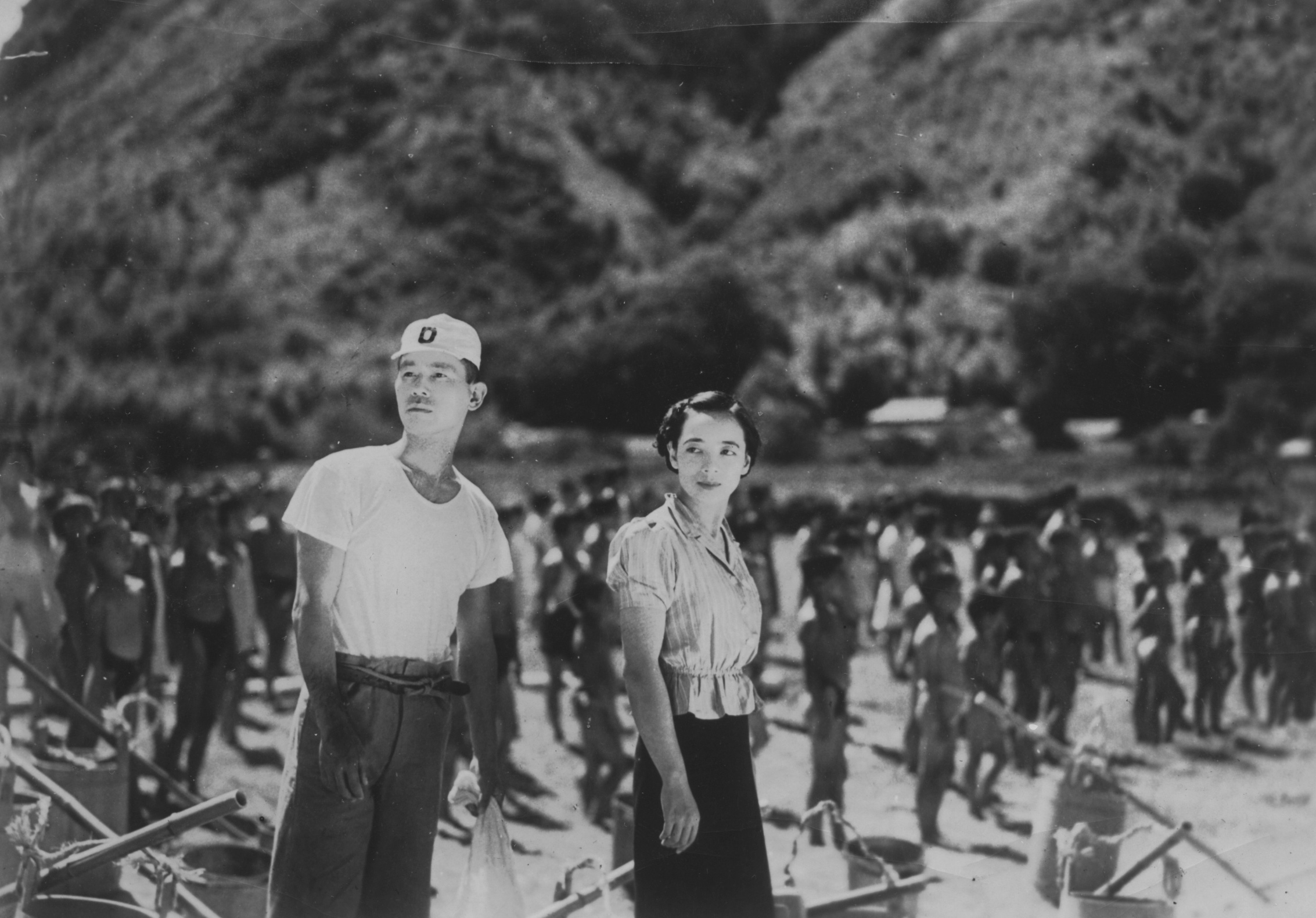
Chishū Ryū și Kuniko Miyake în La Tour d'introspection (1941)

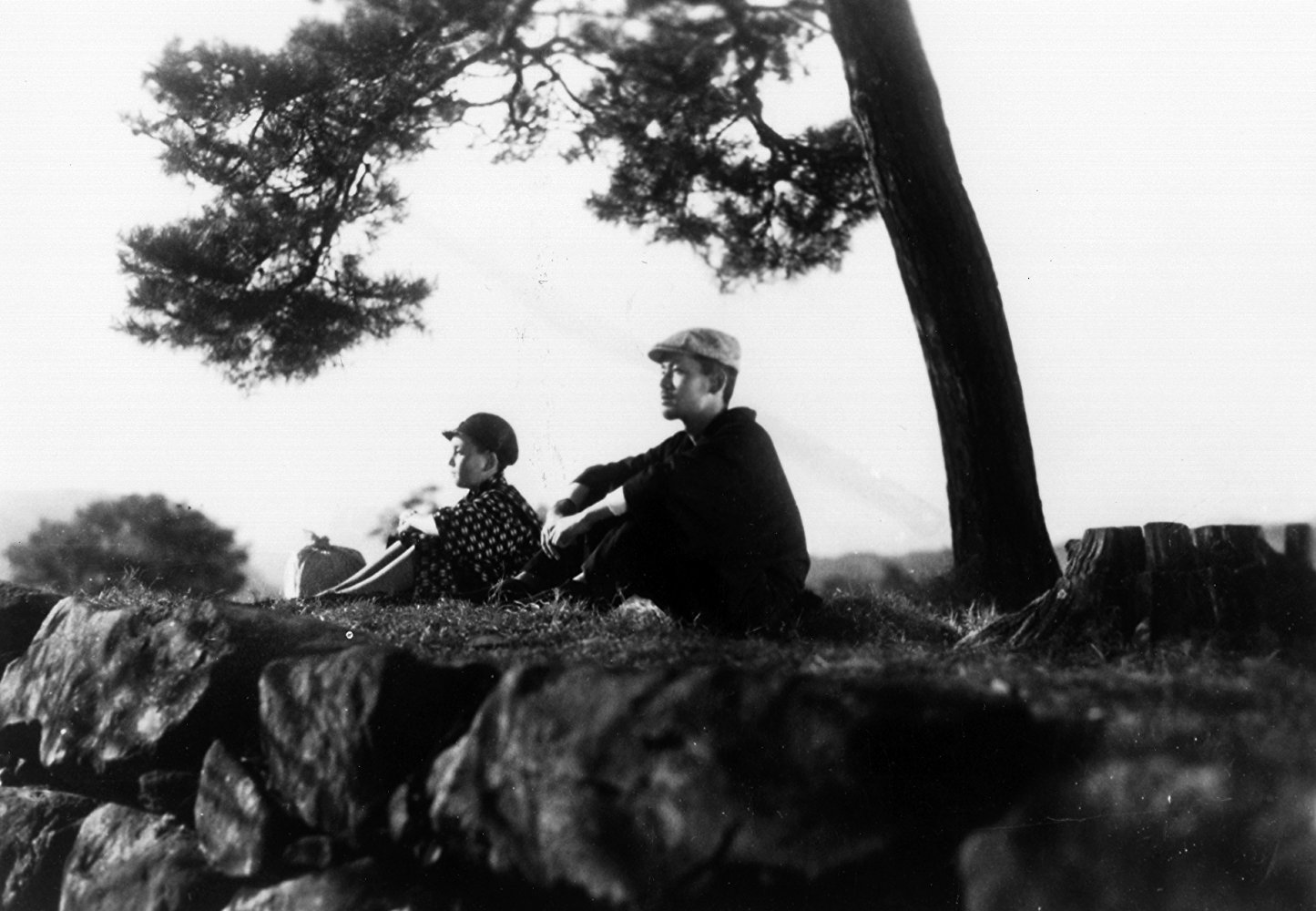
Haruhiko Tsuda și Chishū Ryū în Il était un père (1942)

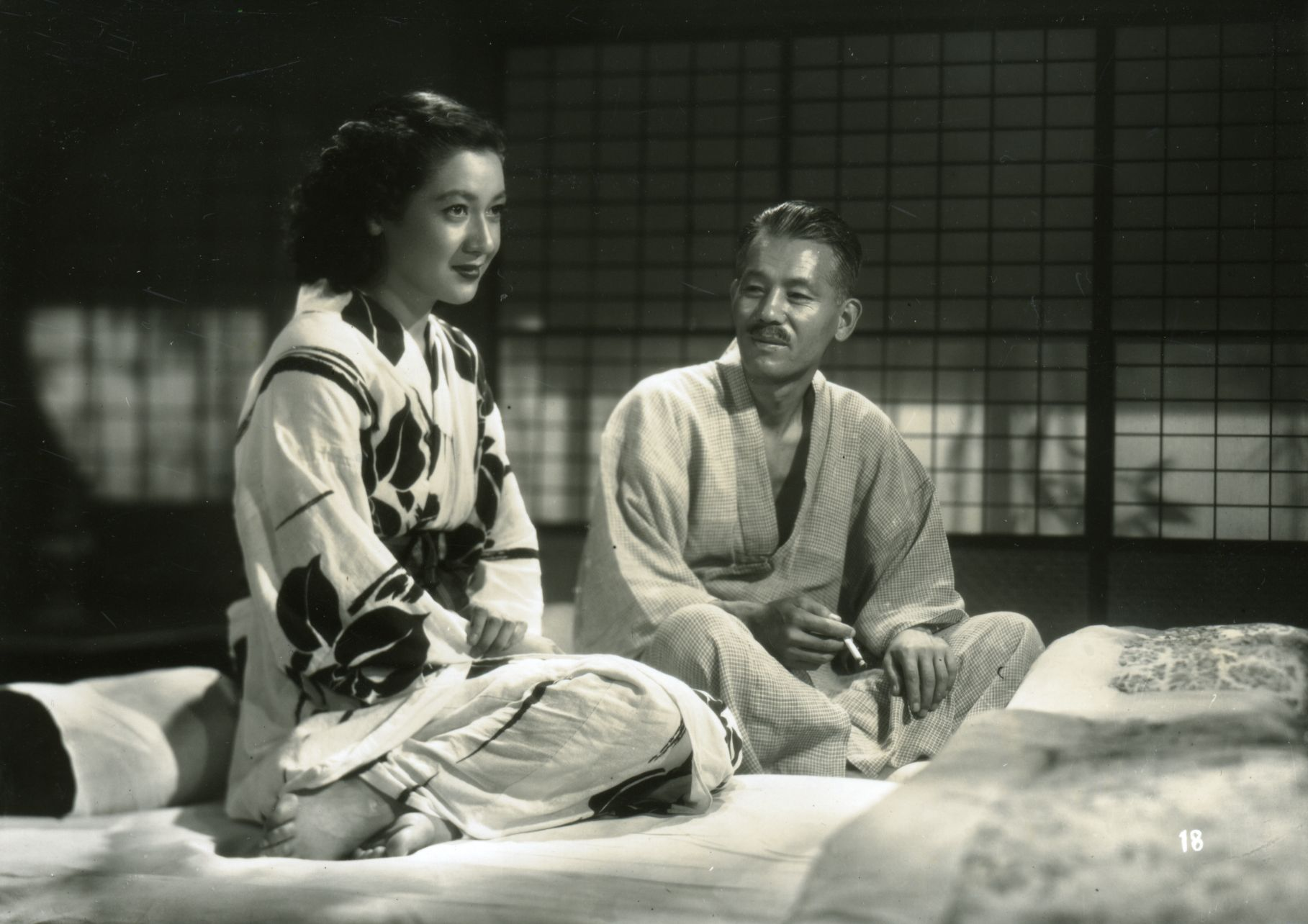
Setsuko Hara și Chishū Ryū în filmul Printemps tardif (1949) al lui Yasujirō Ozu

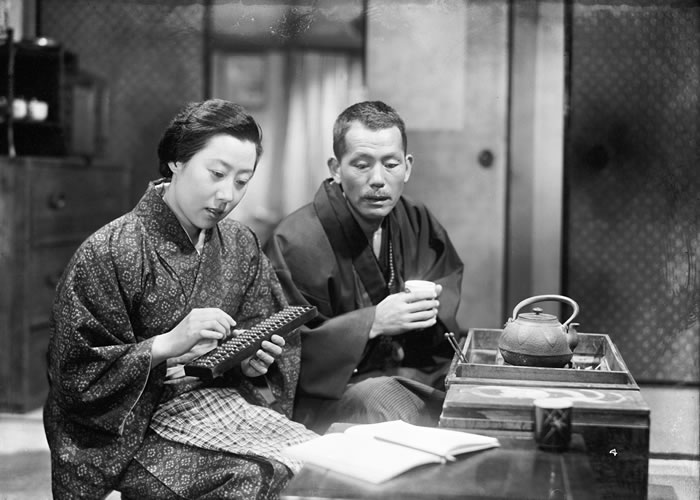
Isuzu Yamada și Chishū Ryū în Le Plaisir en famille (1951)

- 1930: J'ai été recalé, mais... (落第はしたけれど Rakudai wa shita keredo?), regizat de Yasujirō Ozu
- 1930: L'Épouse de la nuit (その夜の妻 Sono yo no tsuma?), regizat de Yasujirō Ozu - polițistul
- 1932: Où sont les rêves de jeunesse ? (青春の夢いまいづこ Seishun no yume ima izuko?), regizat de Yasujirō Ozu
- 1933: Une femme de Tokyo (東京の女 Tokyo no onna?), regizat de Yasujirō Ozu
- 1933: Cœur capricieux (出来ごころ Dekigokoro?), regizat de Yasujirō Ozu
- 1934: L'Amour d'une mère (母を恋はずや Haha o kowazuya?), regizat de Yasujirō Ozu
- 1936: Le Fils unique (一人息子 Hitori musuko?), regizat de Yasujirō Ozu
- 1937: La Chanson du panier à fleur (花籠の歌 Hana-kago no uta?), regizat de Heinosuke Gosho - Nenkai Hotta
- 1941: La Tour d'introspection (みかへりの搭 Mikaeri no tō?), regizat de Hiroshi Shimizu - dl. Kusama
- 1941: Les Frères et Sœurs Toda (戸田家の兄妹 Todake no kyodai?), regizat de Yasujirō Ozu
- 1941: Le Peigne (簪 Kanzashi?), regizat de Hiroshi Shimizu - Takeshi Nanmura
- 1942: Il était un père (父ありき Chichi ariki?), regizat de Yasujirō Ozu - tatăl
- 1944: L'Armée (陸軍 Rikugun?), regizat de Keisuke Kinoshita - Tomosuke Takagi / Tomohiko Takagi
- 1945: Les Demoiselles d'Izu (伊豆の娘たち Izu no musumetachi?), regizat de Heinosuke Gosho - Oda
- 1947: Récit d'un propriétaire (長屋紳士録 Nagaya Shinshiroku?), regizat de Yasujirō Ozu
- 1948: Main dans la main, les enfants (手をつなぐ子等 Te o tsunagu kora?), regizat de Hiroshi Inagaki
- 1948: Une poule dans le vent (風の中の牝鶏 Kaze no naka no mendori?), regizat de Yasujirō Ozu
- 1948: Visage inoubliable (面影 Omokage?), regizat de Heinosuke Gosho
- 1948: Une image vivante (生きている画像 Ikiteiru gazō?), regizat de Yasuki Chiba[12]
- 1949: Printemps tardif (晩春 Banshun?), regizat de Yasujirō Ozu
- 1950: Les Sœurs Munakata (宗方姉妹 Munakata shimai?), regizat de Yasujiro Ozu
- 1951: Carmen revient au pays (カルメン故郷に帰る Karumen kokyō ni kaeru?), regizat de Keisuke Kinoshita
- 1951: L'École de la liberté (自由学校 Jiyū gakkō?), regizat de Minoru Shibuya
- 1951: Été précoce (麦秋 Bakushū?), regizat de Yasujirō Ozu
- 1951: Le Plaisir en famille (我が家は楽し Waga ya wa tanoshi?), regizat de Noboru Nakamura
- 1951: Feux d'artifice sur la mer (海の花火 Umi no hanabi?), regizat de Keisuke Kinoshita - Tarobei Kamiya
- 1951: Inochi uruwashi (命美わし?), regizat de Hideo Ōba
- 1952: Le Goût du riz au thé vert (お茶漬の味 Ochazuke no aji?), regizat de Yasujirō Ozu
- 1952: Vagues (波 Nami?), regizat de Noboru Nakamura
- 1953: Voyage à Tokyo (東京物語 Tokyo monogatari?), regizat de Yasujirō Ozu
- 1953: Lettre d'amour (恋文 Koibumi?), regizat de Kinuyo Tanaka - un client al restaurantului Peter's
- 1954: Vingt-quatre prunelles (二十四の瞳 Nijūshi no hitomi?), regizat de Keisuke Kinoshita
- 1955: Tenka taihei, regizat de Toshio Sugie[13]
- 1955: Zoku tenka taihei, regizat de Toshio Sugie[13]
- 1955: La lune s'est levée (月は昇りぬ Tsuki wa noborinu?), regizat de Kinuyo Tanaka - Mokichi Asai
- 1955: Comme une fleur des champs (野菊の如き君なりき Nogiku no gotoki kimi nariki?), regizat de Keisuke Kinoshita
- 1956: Arachi ((嵐?), regizat de Hiroshi Inagaki
- 1957: Le Train bondé (満員電車 Manin densha?), regizat de Kon Ichikawa - Genroku
- 1957: Crépuscule à Tokyo (東京暮色 Tokyo boshoku?), regizat de Yasujirō Ozu
- 1958: Fleurs d'équinoxe (彼岸花 Higanbana?), regizat de Yasujirō Ozu
- 1958: Omul cu ricșa (無法松の一生 Muhomatsu no issho?), regizat de Hiroshi Inagaki - mediatorul Shigezo Yuki, negustor înstărit și înțelept[14][15]
- 1959: Bonjour (お早う Ohayo?), regizat de Yasujirō Ozu
- 1959: Herbes flottantes (浮草 Ukikusa?), regizat de Yasujirō Ozu
- 1960: Les salauds dorment en paix (悪い奴ほどよく眠る Warui yatsu hodo yoku nemuru?), regizat de Akira Kurosawa - procurorul Nonaka[16]
- 1960: Filles, épouses et une mère (娘・妻・母 Musume tsuma haha?), regizat de Mikio Naruse
- 1960: Fin d'automne (秋日和 Akibiyori?), regizat de Yasujirō Ozu
- 1961: Gen et la sculpture de Bouddha (ゲンと不動明王 Gen to fudōmyō'o?), regizat de Hiroshi Inagaki[17]
- 1961: La Condition de l'homme : La prière du soldat (人間の条件 Ningen no jōken?), regizat de Masaki Kobayashi
- 1961: Dernier Caprice (小早川家の秋 Kohayagawake no aki?), regizat de Yasujirō Ozu
- 1962: Le Goût du saké (秋刀魚の味 Sanma no aji?), regizat de Yasujirō Ozu
- 1965: Barbă Roșie (赤ひげ Akahige?), regizat de Akira Kurosawa - dl. Yasumoto, tatăl lui Noboru[18][19]
- 1967: Japan's Longest Day, regizat de Kihachi Okamoto - prim-ministrul Suzuki[20]
- 1969: C'est dur d'être un homme (男はつらいよ Otoko wa tsurai yo?), regizat de Yōji Yamada - Gozen-sama
- 1969: Zoku otoko wa tsurai yo (続・男はつらいよ?), regizat de Yōji Yamada - Gozen-sama
- 1969: Battle of the Japan Sea, regizat de Seiji Maruyama - generalul Maresuke Nogi[21]
- 1970: Otoko wa tsurai yo: Fūten no Tora (男はつらいよ フーテンの寅?), regizat de Azuma Morisaki - Gozen-sama
- 1970: Shin otoko wa tsurai yo (新・男はつらいよ ?), regizat de Shun'ichi Kobayashi - Gozen-sama
- 1970: C'est dur d'être un homme : Tora-san est nostalgique (男はつらいよ 望郷篇 Otoko wa tsurai yo: Bōkyō hen?), regizat de Yōji Yamada - Gozen-sama
- 1970: Une famille (家族 Kazoku?), regizat de Yōji Yamada - Genzo
- 1971: Otoko wa tsurai yo: Junjō hen (男はつらいよ 純情篇?), regizat de Yōji Yamada - Gozen-sama
- 1974: Castelul de nisip (砂の器 Suna no utsuwa?), regizat de Yoshitarō Nomura
- 1982: Kaikyō (海峡?), regizat de Shirō Moritani
- 1984: The Funeral (お葬式 Osōshiki?), regizat de Jūzō Itami - preotul
- 1985 : Tokyo-Ga de Wim Wenders
- 1989: Rêves (夢 Yume?), regizat de Akira Kurosawa - bătrânul de 103 ani[22]
- 1991 : Jusqu'au bout du monde (Bis ans Ende der Welt), regizat de Wim Wenders
- 1992: La Mousse lumineuse (ひかりごけ Hikarigoke?), regizat de Kei Kumai - judecătorul

## Premii și distincții
- 1948: Premiul Mainichi pentru cel mai bun actor pentru interpretările sale din Main dans la main, les enfants și Une poule dans le vent[23]
- 1951: Premiul Mainichi pentru cel mai bun actor pentru interpretările sale din Feux d'artifice sur la mer și Inochi uruwashi[24]
- 1951: Premiul Panglica Albastră pentru cel mai bun actor în rol secundar pentru interpretările sale din Le Plaisir en famille și Inochi uruwashi[25]
- 1967: Medalia de Onoare cu panglică purpurie
- 1970: Premiul Mainichi pentru cel mai bun actor în rol secundar pentru interpretarea sa din Kazoku[26]
- 1975: Ordinul Soarelui Răsare, clasa a IV-a, raze de aur cu rozetă
- 1987: Premiul Kan-Kikuchi
- 1990: Premiul Kawakita
- 1991: Premiul special Mainichi pentru întreaga carieră
- 1994: Premiile Elanul de aur - premiu special
- 1994: Premiul special al Academiei Japoneze de Film pentru întreaga carieră

## Legături externe
- Chishū Ryū la Internet Movie Database
- Chishū Ryū pe Japanese Movie Database